# Scott Baker (écrivain)
Pour les articles homonymes, voir Scott Baker et Baker.
Œuvres principales
- L'Idiot-roi
- Nature morte avec scorpion

Scott Baker, né le 29 septembre 1947 à Chicago, est un écrivain américain de science-fiction, de fantasy et d'horreur. Il est peut-être la seule personne à détenir un Masters of Arts en fiction spéculative (Goddard College). Après avoir passé vingt ans à Paris, il vit en Californie, à Pacific Grove. 

## Biographie
Son premier roman de science-fiction, publié en 1978 aux États-Unis et en 1981 en France, L'Idiot-roi, reçoit le prix Apollo en 1982. Il reçoit le prix World Fantasy de la meilleure nouvelle en 1985 pour Nature morte avec scorpion et il a été nommé pour ce prix trois autres fois. Scott Baker est coauteur du scénario du film français Litan : La Cité des spectres verts qui reçoit le prix de la critique au festival international du film fantastique d'Avoriaz en 1982 ; il a également travaillé sur d'autres films français. 
Il a écrit certains sites internet pour Who Killed Evan Chang, l'anneau de sites pour le film de Steven Spielberg A.I. Intelligence artificielle (Warner Bros., 2001). 
Scott Baker a été membre du jury pour le prix World Fantasy et le prix Philip-K.-Dick.

## Œuvres

### Romans
- L'Idiot-roi, 1981 ((en) Symbiote's Crown, 1978)
- (en) Nightchild, 1979
- (en) Dhampire, 1982
- Kyborash, 1983 ((en) Kyborash)Le roman n'est jamais paru en langue anglaise
- (en) Drink the Fire from the Flames, 1987
- La Danse du feu, 1985 ((en) Firedance, 1986)
- Le Jardin aux araignées, 1990 ((en) Webs, 1989)
- La Voix du sang, 1995 ((en) Ancestral Hungers, 1995)Paru en français en deux tomes

### Recueils de nouvelles
- Nouvelle recette pour canard au sang, 1983 ((en) The Lurking Duck and Other Stories, 1983)
- (en) Fringales, 1985Recueil sans équivalence en langue originale
- (en) Aléas, 1985Recueil sans équivalence en langue originale

### Nouvelles
- Calamars plats, 1986 ((en) Flatsquid Thrills, 1982)
- L'Allée, 1986 ((en) The Path, 1982)
- Nouvelle recette pour canard au sang, 1983 ((en) The Lurking Duck, 1983)Nommé pour le prix World Fantasy
- Nature morte avec scorpion, 1984 ((en) Still Life with Scorpion, 1984)Nommé pour le prix World Fantasy
- L'Appel du large, 1986 ((en) Sea Change, 1986)
- Nidification, 1997 ((en) Nesting Instinct, 1987)Nommé pour le prix World Fantasy
- Les Péchés des pères, 1997 ((en) The Sins of the Fathers, 1988)
- Variqueux sont les ténias, 1982 ((en) Varicose Worms, 1989)Nommé pour le prix World Fantasy
- La Grande Bouffe, 1986 ((en) Alimentary Tract, 1990)
- L'Incube de Jamesburg, 1986 ((en) The Jamesburg Incubus, 1990)
- Rêvirus, 1997 ((en) Virus Dreams, 1993)
- Prospero, 1994, 1982 ((en) Prospero, 1982)
- Dans les profondeurs de la mer repose le sombre Léviathan, 1981 ((en) Full Fathom Deep, 1995)

### Anthologie
- (en) Ombres portées, 1990Anthologie sans équivalence en langue originale